# 瀧川英治
瀧川英治（たきがわ えいじ、1979年3月24日—）、日本演員，大阪府枚方市出身，甲南大學法学部畢業。身高186公分，體重79公斤，血型A型。

## 簡歷
- 興趣是音樂、電影鑑賞、將棋、料理、籃球、運動等。
- 專長是滑雪、撞球。通過英檢2級。擁有NESTA個人教練資格。
- 目黑陽子為瀧川英治親姐姐。瀧川克里斯特爾為瀧川英治堂姐。

### 摔車事故
2017年9月15日瀧川英治在拍攝真人版電視劇《飆速宅男 Season2》期間，騎乘自行車下坡時摔車造成全身重傷。18日透過事務所發表因傷勢傷及脊髓，為休養退出原定10月演出之舞台劇。
2017年12月8日為事故後首度更新個人官方部落格文章，但並未提及脊髓損傷受傷細節。據2018年3月3日部落格文章所述，事故發生當下瀧川英治的脖子以下完全無法動彈，後續也受到一連串低血壓、暈眩、頭痛、高燒等後遺症所苦。約1個月後左手拇指才開始能稍微移動，左手腕漸漸恢復知覺，2017年底右手腕也開始逐漸恢復知覺，但發布文章的當下仍是無法控制手指的狀態，文章由口述完成。
2018年10月18日於個人官方部落格公布已出院。
2021年8月24日參與日本2020年夏季帕拉林匹克運動會開幕式表演。

## 事業
2002年至2007年3月5年間、瀧川英治擔任大正製薬力保美達廣告。
瀧川英治於《網球王子》音樂劇系列中擔任青學中學隊長手塚國光，為第一代青學演員之一。他於2003年第一次出現在該系列。

## 電影
- 《妄想少女御宅系》
- 《假面騎士Kiva 魔界城之王》